# 遠藤寒天培地

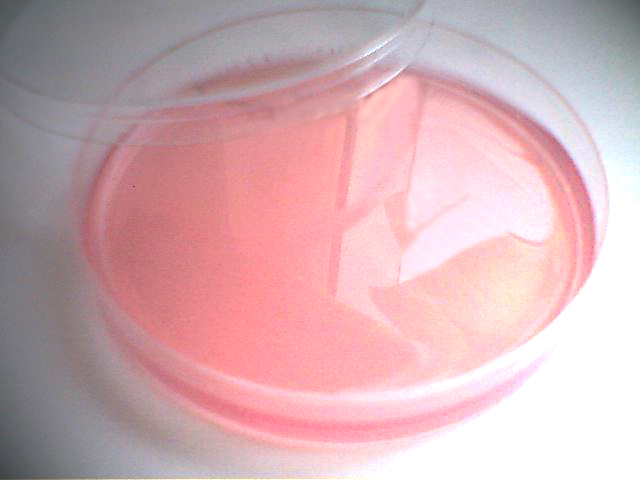
遠藤寒天培地

遠藤寒天培地（英：Endo agar, Endo's medium）は、淡いピンク色をした微生物増殖培地である。もともとはSalmonella typhiの分離用に開発されたが、現在では大腸菌群用の培地として主に使用されている。ほとんどのグラム陰性菌はこの培地でよく増殖するが、グラム陽性菌の増殖は阻害される。大腸菌群はこの培地でラクトースを発酵させ、緑色の金属光沢のコロニー（大腸菌など）を形成するが、乳糖を発酵させない微生物は無色透明のコロニーを形成する（サルモネラなど）。

## 典型的な組成
遠藤寒天培地の典型的な組成 (w/v):
- 1.0 % ペプトン
- 0.25 % リン酸水素二カリウム (K2HPO4)
- 1.0 % ラクトース
- 0.33 % 無水亜硫酸ナトリウム (Na2SO3)
- 0.03 % フクシン
- 1.25 % 寒天